# Dals-Eds socken
Dals-Eds socken i Dalsland ingick i Vedbo härad, ingår sedan 1971 i Dals-Eds kommun och motsvarar från 2016 Dals-Eds distrikt.
Socknens areal är 259,33 kvadratkilometer varav 225,87 land. År 2000 fanns här 3 473 invånare. Tätorten Ed med sockenkyrkan Dals-Eds kyrka ligger i socknen.   

## Administrativ historik
Socknen har medeltida ursprung. Före 1 januari 1886 (enligt beslut den 17 april 1885) var namnet Eds socken samt även Västra Eds socken.
Vid kommunreformen 1862 övergick socknens ansvar för de kyrkliga frågorna till Dals-Eds församling och för de borgerliga frågorna bildades Dals-Eds landskommun. Landskommunen utökades 1952 och ombildades 1971 till Dals-Eds kommun. Församlingen utökades 2010.
1 januari 2016 inrättades distriktet Dals-Ed, med samma omfattning som församlingen hade 1999/2000.
Socknen har tillhört län, fögderier, tingslag och domsagor enligt vad som beskrivs i artikeln Vedbo härad. De indelta soldaterna tillhörde Västgöta-Dals regemente och Vedbo kompani.

## Geografi
Dals-Eds socken ligger sydväst om Bengtsfors kring södra delen av sjön Stora Le och kring Örekilsälven. Socknen har slättbygd i söder och är i norr en kuperad moss- och sjörik skogsbygd.

## Fornlämningar
Från bronsåldern finns spridda gravrösen. Från järnåldern flera gravfält.

## Namnet
Namnet skrevs 1305 Ehdssokn innehåller ed, 'passage mellan eller utmed vatten' syftande på orten Ed vid den smala landremsan mellan Stora och Lilla Le.

## Befolkningsutveckling
| Befolkningsutvecklingen i Dals-Eds socken 1780–1990                                                     | Befolkningsutvecklingen i Dals-Eds socken 1780–1990 | Befolkningsutvecklingen i Dals-Eds socken 1780–1990 | Befolkningsutvecklingen i Dals-Eds socken 1780–1990 | Befolkningsutvecklingen i Dals-Eds socken 1780–1990 |
| --- | --------------------------------------------------- | --------------------------------------------------- | --------------------------------------------------- | --------------------------------------------------- |
| |                                                     |                                                     |                                                     |                                                     |
| År |                                                     |                                                     | Folkmängd                                           |                                                     |
| 1780 | 1780                                                |                                                     | 1 404                                               |                                                     |
| 1790 | 1790                                                |                                                     | 1 437                                               |                                                     |
| 1800 | 1800                                                |                                                     | 1 459                                               |                                                     |
| 1810 | 1810                                                |                                                     | 1 300                                               |                                                     |
| 1820 | 1820                                                |                                                     | 1 437                                               |                                                     |
| 1830 | 1830                                                |                                                     | 1 574                                               |                                                     |
| 1840 | 1840                                                |                                                     | 1 992                                               |                                                     |
| 1850 | 1850                                                |                                                     | 2 505                                               |                                                     |
| 1860 | 1860                                                |                                                     | 2 723                                               |                                                     |
| 1870 | 1870                                                |                                                     | 2 710                                               |                                                     |
| 1880 | 1880                                                |                                                     | 2 843                                               |                                                     |
| 1890 | 1890                                                |                                                     | 2 834                                               |                                                     |
| 1900 | 1900                                                |                                                     | 2 739                                               |                                                     |
| 1910 | 1910                                                |                                                     | 2 441                                               |                                                     |
| 1920 | 1920                                                |                                                     | 2 392                                               |                                                     |
| 1930 | 1930                                                |                                                     | 2 499                                               |                                                     |
| 1940 | 1940                                                |                                                     | 2 555                                               |                                                     |
| 1950 | 1950                                                |                                                     | 2 618                                               |                                                     |
| 1960 | 1960                                                |                                                     | 2 517                                               |                                                     |
| 1970 | 1970                                                |                                                     | 3 125                                               |                                                     |
| 1980 | 1980                                                |                                                     | 3 593                                               |                                                     |
| 1990 | 1990                                                |                                                     | 3 767                                               |                                                     |
| Anm: Källor: Umeå universitet - Tabellverket 1749-1859, Demografiska databasen, CEDAR, Umeå universitet |                                                     |                                                     |                                                     |                                                     |